# 克觉乡
克觉乡，是中华人民共和国四川省凉山彝族自治州雷波县曾经下辖的一个乡。2020年6月，撤销克觉乡，将原克觉乡所属行政区域划归莫红乡管辖。

## 行政区划
克觉乡撤销前下辖以下地区：
龙头湾村和克觉阿门村。